# Sumbulwurzel

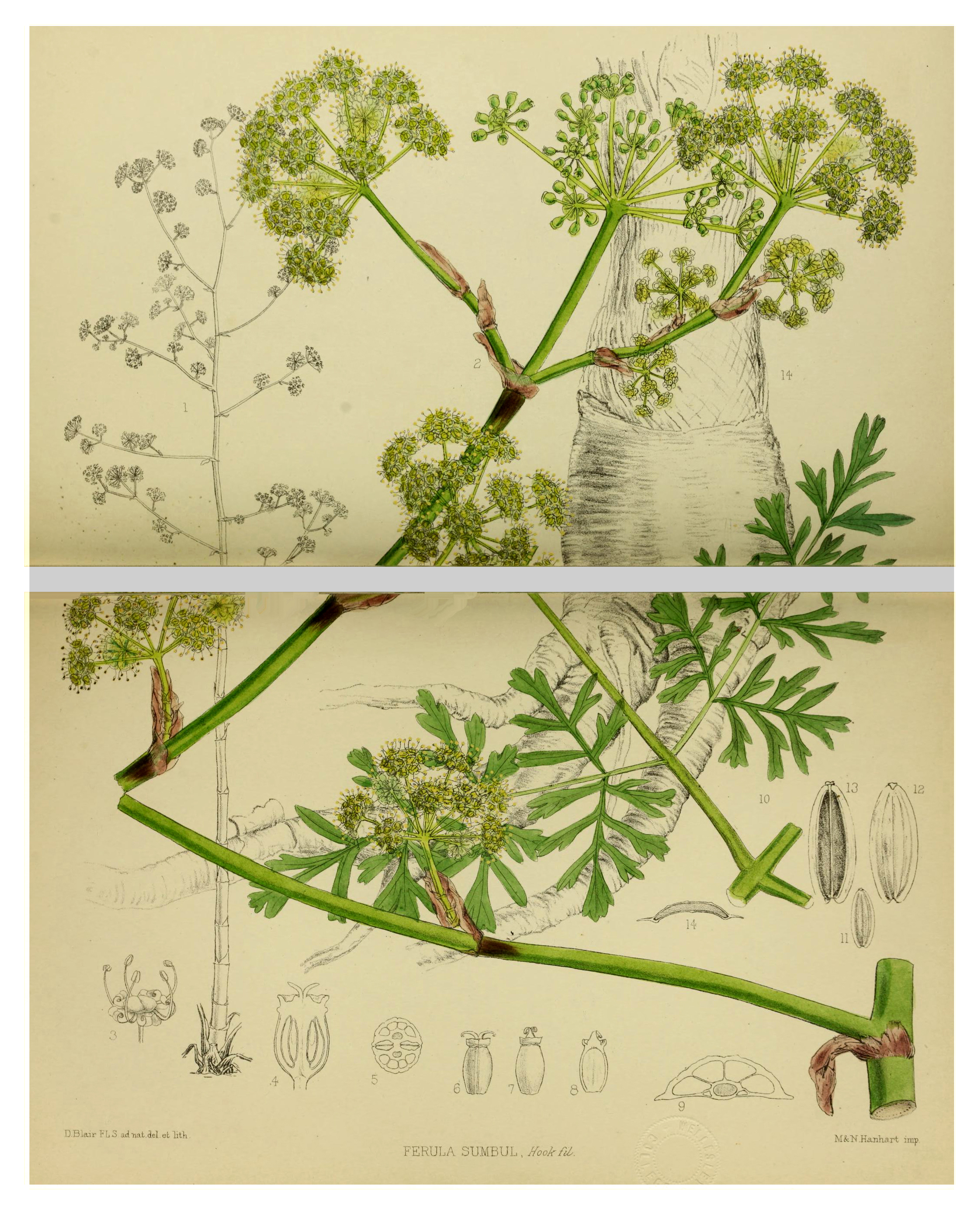
Abbildung von Ferula sumbul in: Robert Bentley und Henry Trimen. Medicinal plants. 1880

Sumbulwurzel oder Moschuswurzel ist eine Droge, die aus der im Gebiet des ehemaligen Turkestan vorkommenden Pflanze Ferula sumbul (Kauffm.) Hook.f. (Syn.: Ferula moschata (H.Reinsch) Koso-Pol. und Euryangium sumbul (Kauffm.)) gewonnen wird.

## Ersatz für Bisameibisch–Samen
1835/36 brachte ein persischer Kaufmann eine bedeutende Menge der Wurzel, angeblich aus Chokant, nach Moskau und verkaufte sie an die Drogerie der Gebrüder Thal. Diese verkauften die Wurzel anfänglich an Parfumeure, welche sie, wegen ihres feinen Moschus-Geruchs, anstatt der Bisameibisch–Samen (Abelmoschus moschatus Medik.) gebrauchten.

## Bayern
Gleichzeitig wurden auch kleinere Mengen der Wurzel ins Ausland verschickt. In Bayern wurde die Wurzel zunächst mit den Methoden der analytischen Chemie untersucht, wobei die Identität der Stammpflanze und die therapeutische Wirkung der Wurzeln zunächst im Dunkeln blieben.
1844 wurde die Wurzel im Selbstversuch in einem Gewicht von einer Drachme (ca. 3,7 Gramm) von zwei Personen eingenommen. Bei beiden stellten sich ca. 60 Minuten nach der Einnahme folgende Symptome ein: Zittern, Schwäche der Extremitäten, Eingenommenheit des Kopfes, angenehme Gefühlslage, angenehme Träume, vermehrte Magentätigkeit, Appetitanregung und eine leichte Erhöhung der Urinausscheidung.
Im deutschen Sprachraum wurde die Sumbulwurzel nicht in amtliche Arzneibücher aufgenommen.

## Russland
Von 1844 bis 1847 verordnete Heinrich Thielmann im Peter-Paul-Hospital in Sankt Petersburg über 200 Mal Arzneien, die Sumbulwurzeln enthielten. Nach „glücklichsten Erfolgen“ bei der Behandlung des „nervösen Stadiums des Intestinaltyphus“ mit der Wurzel erweiterten er und seine Schüler den Indikationsbereich für das neue Mittel. Zubereitungen aus der Sumbulwurzel setzten sie zur Behandlung der folgenden Krankheiten ein:
- Intestinaltyphus im nervösen Stadium
- Chronische Nervenkrankheiten
  - Sensibilitäts-Neurosen des Unterleibs[20]
  - Motilitäts-Neurosen (2 Fälle von Chorea St. Vitii)[21]
  - Anästhesie der Harnblasennerven. Enuresis und Harnverhaltung
- Durchfall[22][23]
- Cholera sporadica[24]
- Appetitlosigkeit und Magenblähung[25]
- Chronische Bronchitis[26][27]
- Delirium tremens[28][29][30][31]
- Veraltete Fisteln[32]

Thielmann gab folgende Arzneiformen an, in denen er die Sumbulwurzel verabreichte: Aufguss, Abkochung und Tinktur. Die Tinktur bereitete er so: „Nimm grob gepulverte Sumbulwurzel fünf Unzen (150 Gramm), rectifizierten Weingeist zwei Pfund (720 Gramm). Maceriere acht Tage in einem verschlossenen häufig zu schüttelnden Gefäße, dann presse aus und filtriere. Gabe: 15–25 Tropfen alle 3–4 Stunden.“

## England
Ab der 11. Auflage 1852 wurde die Sumbulwurzel in das „Londoner Arzneibuch“ als Mittel zur Stimulation des Nervensystems aufgenommen. Noch 1934 wurde Sumbul im „British Pharmaceutical Codex“ als stimulierendes und krampflösendes Mittel bei „hysterischen Zuständen“ empfohlen.

## Identifikation der Stammpflanze
1835/36 gelangte die Sumbulwurzel durch Händler über Moskau in den Westen, ohne dass über die Identität und den Wuchsort der Stammpflanze genaueres bekannt war.
1843 zitierte der Heidelberger Botaniker Johann Heinrich Dierbach den englischen Botaniker John Forbes Royle, der dargelegt hatte, dass der Name Sunbul in persischen, arabischen und griechischen Werken zur Bezeichnung unterschiedlicher Pflanzen verwendet wurde. 1847 erörterte auch der Direktor des Sankt Petersburger Botanischen Gartens Friedrich Fischer die Bedeutung des Namens Sumbul. Er wies darauf hin, dass der Name Sumbulch oder Sumbul seit älteren Zeiten von Arabern, Persern, Griechen und Römern auf verschiedene Pflanzen angewendet wurde und eigentlich Ähre bedeute.
Im Sommer 1869 wurde die Pflanze, die als Stammpflanze der Sumbulwurzel angesehen wurde, von  A. P. Fedschenko in den Bergen südöstlich von Samarkand (welche die damalige Grenze des Russischen Reiches bildeten, indem sie das damalige russische Turkestan von Bucharia trennten), nahe der kleinen Stadt Pentschakend am Fluss Zarafshan in einer Höhe von 3000 bis 4000 feet entdeckt. Eine Wurzel wurde in den Moskauer Botanischen Garten geschickt, wo sie 1871 blühte. 1872 erhielt der Botanische Garten in Kew aus Moskau zwei trockene Wurzeln, von denen eine ihre Vitalität bewahrt hatte. Diese entwickelte jährlich Blätter und produzierte 1875 einen schön blühenden Stängel.